# Ютта Плох
Ютта Плох (нім. Jutta Ploch, 13 січня 1960) — німецька академічна веслувальниця.
Олімпійська чемпіонка 1980 року в складі парної четвірки зі стерновою.
Чемпіонка світу 1983 року в складі парної двійки, срібна призерка 1981, 1982 років у складі парної четвірки зі стерновою.